# San José del Resplandor
San José del Resplandor es una localidad del estado mexicano de Guanajuato. Es parte del municipio de León.

## Toponimia
El nombre «San José» hace referencia al santo patrono de la localidad: José de Nazaret.

## Demografía
| Gráfica de evolución demográfica |
|                                  |

| Censo | Población |
| ----- | --------- |
| 1900  | 174       |
| 1910  | —         |
| 1921  | 172       |
| 1930  | 160       |
| 1940  | 263       |
| 1950  | 263       |
| 1960  | 50        |
| 1970  | 200       |
| 1980  | 641       |
| 1990  | 618       |
| 2000  | 749       |
| 2010  | 1 249     |
| 2020  | 1 549     |